# Blu-spec CD
Blu-spec CD beschreibt eine Audio-CD-Variante, die 2008 von Sony Music Entertainment (SME) eingeführt wurde.
Anstatt eines infraroten Lasers wird für die Herstellung eines Blu-spec-CD-Masters, ähnlich wie für Blu-ray Discs, ein blauer Laser benutzt. Damit lassen sich aufgrund der kürzeren Wellenlänge die Strukturen viel präziser herstellen, die erzeugte Disc soll einen geringeren Jitter aufweisen als eine Audio-CD. Da der Jitter eines CD-Players jedoch nur vom internen Taktgeber (Quarzoszillator) abhängt, ist diese Aussage technisch nicht nachvollziehbar. Der Klang einer Blu-spec-CD kann im Vergleich zu einer fehlerfrei gepressten gewöhnlichen Audio-CD nicht besser sein, da sie keine weiteren Informationen enthält.
Am 28. September 2012 kündigte Sony die „Blu-spec CD2“ als eine Weiterentwicklung der Blu-spec CD an. Die Master-CD wird hierbei aus dem gleichen Material hergestellt, welches auch zur Herstellung von Wafern für die Produktion von Computerchips verwendet wird. Dies führt zu einer wesentlich glatteren Oberfläche, wodurch sich Audio-CDs noch präziser und mit noch geringerem Jitter herstellen lassen sollen.
Sony nennt dieses Verfahren Phase Transition Mastering.
Zum Abspielen wird im Gegensatz zur Blu-ray Disc kein blauer Laser benötigt. Eine Blu-spec-CD kann in jedem normalen CD-Player abgespielt werden. Blu-Spec-CDs sind weiterhin zum Red Book Standard der Audio-CD kompatibel. Insofern kann man nicht von einem eigenständigen CD-Format sprechen.